# 阿野村
阿野村（あのそん）は、徳島県にあった村である。1955年3月31日、合併して名西郡神山町となり消滅した。

## 地理
- 山：西竜王山
- 川：鮎喰川、広石谷川

## 歴史
- 1889年10月1日 - 町村制施行に伴い、名西郡阿河村、広野村が合併し、阿野村が成立。
- 1955年3月31日 - 名西郡神領村、下分上山村、上分上山村、鬼籠野村と合併して神山町となり消滅。

## 教育機関
- 阿野村広野中学校（現：神山町立神山東中学校）

## 交通

### 道路
一般道路
- 国道438号

都道府県道
- 徳島県道20号石井神山線
- 徳島県道31号鴨島神山線
- 徳島県道123号神山国府線
- 徳島県道124号阿野上線
- 徳島県道245号二宮山川線

## 観光地
- 徳島県立神山森林公園
- 徳島県動物愛護管理センター
- 上臈ヶ滝